# Kon Satoshi
Kon Satoshi (Nhật: 今 敏 (Kim Mẫn) 12 tháng 10 năm 1963 – 24 tháng 8 năm 2010) là một đạo diễn phim, họa sĩ diễn hoạt, nhà biên kịch, tác giả manga người Nhật Bản và từng là một thành viên của Hiệp hội Tác giả hoạt hình Nhật Bản (JAniCA). Sinh ra ở Kushiro, Hokkaidō, Kon tốt nghiệp khoa đồ họa trường Đại học Nghệ thuật Musashino. Thỉnh thoảng ông đặt nghệ danh là "Wanibuchi Yoshihiro" (鰐淵良宏), như trong phần giới thiệu sản xuất của anime truyền hình Mōsō Dairinin. Kon Satoshi là em trai nghệ sĩ guitar kiêm nhạc sĩ Kon Tsuyoshi. Các bộ phim hoạt hình ông thực hiện cùng hãng Madhouse như Perfect Blue (1997), Sennen Joyū (2001), Tokyo Godfathers (2003) và Paprika (2006) đều được đánh giá tích cực nhờ phong cách diễn hoạt đan xen mộng tưởng và hiện thực, vốn mới mẻ và khác biệt so với các bộ phim hoạt hình đương thời.

## Tiểu sử

### Thiếu thời
Kon Satoshi sinh ngày 12 tháng 10 năm 1963, trải qua một phần tuổi thơ tại thành phố biển Kushiro, tỉnh Hokkaidō. Do cha thay đổi nơi công tác, từ lớp 4 tiểu học đến năm thứ hai sơ trung, Kon đã chuyển đến sống tại Sapporo. Bạn cùng lớp chơi rất thân với Kon lúc bấy giờ là mangaka Takizawa Seihō. Trong những năm theo học trường cấp 3 Hokkaidō Kushiro Koryo, Kon đã khao khát trở thành một họa sĩ diễn hoạt. Các tác phẩm Kon yêu thích là Uchū Senkan Yamato (1974), Alps no Shōjo Heidi (1974), Conan – Cậu bé tương lai (1978), Kidō Senshi Gundam (1979) cũng như Dōmu của Otomo Katsuhiro. Tsutsui Yasutaka cũng là nguồn cảm hứng đối với phong cách nghệ thuật của Kon Satoshi. Kon tốt nghiệp khoa đồ họa trường Đại học Nghệ thuật Musashino vào năm 1982. Trong khoảng thời gian này, Kon đã xem nhiều phim nước ngoài và hào hứng đọc sách của Tsutsui Yasutaka.

### Khởi nghiệp
Khi đang học đại học, Kon Satoshi sáng tác manga ngắn đầu tay Toriko (1984) với tư cách một mangaka, và giành vị trí á quân tại giải thưởng Chiba Tetsuya thường niên lần thứ 10, do tạp chí Young Magazine (Kodansha) trao tặng. Sau đó, ông trở thành phụ tá của tác giả Otomo Katsuhiro. Otomo là đạo diễn của phim anime Akira mang tính đột phá; ông đã giúp Kon Satoshi làm quen với ngành công nghiệp anime đang trong giai đoạn phát triển tại Nhật Bản. Sau khi tốt nghiệp đại học vào năm 1987, Kon Satoshi sáng tác manga Kaikisen (1990) và viết kịch bản phim người đóng World Apartment Horror của Otomo. Năm 1991, Kon Satoshi làm họa sĩ diễn hoạt và thiết kế bố cục cho phim anime Roujin Z. Kon Satoshi đã giám sát sản xuất Kidō Keisatsu Patlabor: The Movie 2 của Oshii Mamoru song song với nhiều phim anime khác. Ông tiếp tục sáng tác manga Seraphim: 266.613.336 no Tsubasa cùng với Oshii; manga này đăng trên tạp chí Animage vào năm 1994.:17 Năm 1995, Kon Satoshi trở thành nhà biên kịch, thiết kế bố cục và chỉ đạo nghệ thuật của phim ngắn Magnetic Rose, phần đầu tiên trong bộ ba phần phim ngắn Memories của Otomo Katsuhiro. Các tác phẩm của Kon Satoshi sau đó được đặc biệt chú ý bởi chúng liên tục lặp lại phong cách diễn hoạt đan xen giữa mộng tưởng và hiện thực.

### Đạo diễn
Năm 1993, Kon Satoshi viết kịch bản và đồng sản xuất tập thứ năm của loạt OVA JoJo no Kimyō na Bōken. Năm 1997, ông bắt đầu sự nghiệp đạo diễn phim của mình với Perfect Blue (パーフェクトブルー dựa trên tiểu thuyết cùng tên của Takeuchi Yoshikazu); truyện phim xoay quanh một ngôi sao nhạc pop. Đó là bộ phim đầu tiên của Kon Satoshi sản xuất bởi Madhouse. Ban đầu Kon không mặn mà với kịch bản phim của tác giả nguyên tác, và đã đề nghị sửa lại. Trừ việc giữ lại ba yếu tố chính của tiểu thuyết ("thần tượng", "kinh dị" và "kẻ bám đuôi"), Kon Satoshi được phép thực hiện bất cứ thay đổi nào mà ông muốn. Kịch bản phim được viết bởi Murai Sadayuki, người chuyển tải ý tưởng phối trộn bối cảnh thế giới thực và tưởng tượng.
Sau Perfect Blue, Kon Satoshi cân nhắc đưa tiểu thuyết Paprika (パプリカ) (1993) của Tsutsui Yasutaka thành bộ phim tiếp theo của ông. Tuy nhiên, kế hoạch đó bị ngừng lại khi nhà phân phối của Perfect Blue là Rex Entertainment phá sản. Ngẫu nhiên thay, tác phẩm tiếp theo của Kon cũng lấy chủ đề kết hợp giữa hiện thực và mộng tưởng. Năm 2002, bộ phim thứ hai của ông, Sennen Joyū (千年女優), ra rạp. Truyện phim xoay quanh một nữ diễn viên về hưu đã bí ẩn rút lui khỏi công chúng khi đang ở đỉnh cao sự nghiệp. Với kinh phí ước tính gần bằng Perfect Blue (khoảng 1,2 triệu đô la Mỹ), Sennen Joyū được đánh giá cao hơn và thành công hơn về doanh thu so với bộ phim trước, đồng thời giành được nhiều giải thưởng. Kịch bản tiếp tục do Murai Sadayuki phụ trách, ông vận dụng sự gắn kết liền mạch giữa mộng tưởng và hiện thực để tạo nên "phong cách trompe-l'œil của bộ phim". Sennen Joyū là phim đầu tiên mà Kon Satoshi làm việc cùng với nhà soạn nhạc Hirasawa Susumu, vốn là người mà ông hâm mộ từ lâu.
Năm 2003, tác phẩm thứ ba của Kon Satoshi, Tokyo Godfathers (東京ゴッドファーザーズ), ra mắt công chúng. Phim tập trung vào ba người vô gia cư ở Tokyo; họ phát hiện ra một đứa trẻ bị bỏ rơi vào đêm Giáng Sinh và cùng nhau tìm lại cha mẹ cho cô bé. Tokyo Godfathers có kinh phí cao hơn hai phim trước của Kon Satoshi (ước tính 2,4 triệu đô la Mỹ), xoay quanh đề tài vô gia cư và sự ruồng bỏ, với một chút hài hước châm biếm. Nét đặc trưng của phim nằm ở phong cách nghệ thuật hiện thực và đề tài táo bạo ít thấy ở những anime đương thời. Kịch bản phim được viết bởi Nobumoto Keiko. Năm 2004, Kon Satoshi thực hiện xê-ri anime truyền hình dài 13 tập có nhan đề Mōsō Dairinin (妄想代理人). Ở tác phẩm này ông đã quay lại chủ đề phối trộn giữa ảo tưởng và hiện thực, và thêm vào một số đề tài mang tính xã hội. Bộ phim được tạo nên từ những ý tưởng thừa chưa được dùng đến cho cốt truyện và chỉnh biên mà Kon Satoshi cảm thấy hài lòng, nhưng không thể đưa vào bất kỳ dự án nào trước đó của ông.
Năm 2006, Paprika cuối cùng cũng được công chiếu sau khi đã lên kế hoạch và hiện thức hoá trong nhiều năm. Truyện phim kể về một dạng liệu pháp tâm lý mới, thông qua phân tích giấc mơ để nghiên cứu tâm lý bệnh nhân. Bộ phim thành công vang dội và giành được nhiều giải thưởng. Kon Satoshi tóm tắt phim như sau: "Kihonteki na story igai wa subete kaeta" (基本的なストーリー以外は全て変えた), đại ý: "Mọi thứ, trừ cốt truyện nền tảng, đều thay đổi". Tương đồng với nhiều tác phẩm trước của Kon, phim nhấn mạnh tính cộng hưởng giữa mộng tưởng và hiện thực. Sau Paprika, Kon Satoshi hợp tác cùng Oshii Mamoru và Shinkai Makoto để sản xuất một bộ anime truyền hình trên kênh NHK có tựa Ani*Kuri15 (2007); trong đó ông là tác giả của phim ngắn Ohayō (オハヨウ). Cùng năm, Kon hỗ trợ thành lập và trở thành thành viên của Hiệp hội Tác giả hoạt hình Nhật Bản (JAniCA). Tổ chức này hướng đến mục tiêu nâng cao chất lượng cuộc sống của các cá nhân làm việc trong ngành công nghiệp anime.

### Cuối đời
Sau Ohayō, Kon Satoshi bắt tay vào thực hiện bộ phim tiếp theo của ông là Yume Miru Kikai (夢みる機械). Năm 2010, Kon được chẩn đoán mắc ung thư tuyến tụy giai đoạn cuối. Chỉ còn sống được nửa năm, ông dành toàn bộ thời gian bên gia đình. Thời gian ngắn trước khi mất, Kon Satoshi để lại một thông điệp cuối cùng; nó được gia đình đăng lên blog của Kon sau khi ông qua đời. Như Kon giải thích trong thư, ông lựa chọn không công khai bệnh trạng diễn biến ngày một xấu đi của mình; một phần bởi ông không muốn người khác nhìn thấy cơ thể đã bị căn bệnh hủy hoại. Kon Satoshi qua đời ngày 24 tháng 8 năm 2010 ở tuổi 46. Lời cáo phó đã gây nên cú sốc thật sự và ngay lập tức lan rộng, chủ yếu bởi người ta không hề thấy ông có biểu hiện sức khỏe khác thường nào trong các sự kiện công khai gần đây, vì căn bệnh đã chuyển biến quá nhanh chỉ trong vài tháng cuối đời. Sau khi mất, Kon Satoshi được tạp chí Time vinh danh trong danh sách Lời chào tạm biệt trìu mến những Nhân vật của năm 2010. Aronofsky Darren (đạo diễn của Thiên nga đen) đã viết một điếu văn gửi đến Kon, về sau được in trong cuốn Kon Satoshi Anime Zen-Shigoto (今敏アニメ全仕事 tạm dịch: Những tác phẩm hoạt hình của Kon Satoshi), một ấn phẩm tưởng nhớ về sự nghiệp sản xuất anime của Kon.
Tính đến năm 2013, di cảo Yume Miru Kikai của Kon Satoshi vẫn chưa thể trọn vẹn đến với công chúng do vấn đề tài chính, và mới chỉ có 600 trong số 1.500 cảnh phim đã được hoạt họa. Tại sự kiện Otakon 2012, nhà sáng lập Madhouse là Maruyama Masao phát biểu: "Thật không may, chúng tôi vẫn chưa đủ tiền. Mục tiêu của cá nhân tôi là hoàn thành nó [bộ phim] trong vòng năm năm sau khi ông ấy qua đời. Tôi vẫn đang cố gắng hết mình hướng về đích đến đó." Tại Otakon lần sau đó vào tháng 7 năm 2015, Madhouse thông báo những di cảo còn lại của Yume Miru Kikai vẫn đang trong quá trình sản xuất, nhưng họ đang tìm kiếm một đạo diễn tương xứng với tài năng và có tầm nhìn tương tự Kon. Tháng 8 năm 2016, Maruyama nay đã trở thành nhà sản xuất của hãng phim MAPPA đề cập về tương lai của Yume Miru Kikai trong một bài phỏng vấn. Ông cho rằng kể cả khi ai đó có thể "bắt chước" Kon Satoshi và đảm nhận đạo diễn cho di cảo này, thì "rõ ràng đó cũng chỉ là sự bắt chước," và bộ phim sẽ trở thành tác phẩm của người đó chứ không phải Kon. Tuy nhiên Maruyama cảm thấy ổn nếu chỉ dùng các ý tưởng ban đầu của Kon và trao cho người có thể biến nó thành phim. Ông cũng bày tỏ ý định làm một bộ phim tài liệu về Kon Satoshi. Khi được hỏi một lần nữa về Yume Miru Kikai vào tháng 1 năm 2017, Maruyama ví nó như thể "một sân khấu với ngôi sao không còn trên sàn diễn nữa," vì vậy vào lúc này "[bộ phim] cứ qua lại trong tâm trí tôi" và "để làm được nó là vô cùng khó khăn."

## Chủ đề
Vào dịp bộ phim Tokyo Godfathers giành giải nhất tại Liên hoan Nghệ thuật truyền thông Nhật Bản vào năm 2003, Kon Satoshi bày tỏ ông muốn "làm phong phú hơn mối quan hệ giữa người quan sát và người bị quan sát". Các tác phẩm của Kon Satoshi đặc trưng với nghệ thuật truyền tải những đề tài hiện thực đầy táo bạo ít thấy ở anime đại chúng: đó là cuộc sống của những người vô gia cư ở Tokyo (Tokyo Godfathers), những biến động của đất nước Nhật Bản trong thế kỷ 20 qua cuộc đời của một ngôi sao điện ảnh ở buổi hoàng hôn sự nghiệp (Sennen Joyū), hay áp lực trong cuộc sống hiện đại đối với người Nhật (Mōsō Dairinin).
Khi được hỏi về sự quan tâm dành cho những nhân vật nữ, Kon cho biết có thể viết về họ dễ dàng bởi vì ông không thể hiểu họ theo cách tương tự ở nam giới, và "có thể đưa những nỗi ám ảnh của tôi vào nhân vật [nữ] và mở rộng được những phương diện mà tôi muốn miêu tả". Liên hệ đến một khung cảnh trong Tokyo Godfathers, nhà phê bình Susan J. Napier lưu ý rằng mặc dù phong cách diễn hoạt là một trong những nét tương đồng rõ rệt ở các tác phẩm của ông, bà thấy khái niệm nhãn quan nam giới là đề tài quan trọng hơn cần phải bàn đến. Napier cho thấy sự tiến triển trong yếu tố thỏa mãn nhãn quan mà Kon Satoshi sử dụng, từ khía cạnh hạn chế và tiêu cực của nó ở Magnetic Rose và Perfect Blue, đến sự thỏa mãn có tính nhân nhượng ở Sennen Joyū, trước khi tiến đến một loại thỏa mãn nhãn quan mới ở Tokyo Godfathers (trong đó lấy sự bất ổn và ảo tưởng làm thú tiêu khiển).
Đạo diễn Dean DeBlois nhận xét: "Kon Satoshi dùng những bức vẽ thủ công để khám phá những kỳ thị xã hội và tâm lý con người, thắp sáng những mặc cảm của chúng ta theo cái cách mà có lẽ sẽ thất bại ở phim người đóng. Hầu hết chúng gai góc, dữ dội và đôi khi, [mang lại] cả ác mộng. Kon Satoshi không né tránh những vấn đề mang tính trưởng thành hoặc nhạy cảm [như ở] phim người thật trong các tác phẩm của mình, và phim của ông ấy sẽ luôn chiếm một vị trí trung tâm đầy mê hoặc giữa 'hoạt hình' và thế giới mà chúng ta biết."